# Servas International

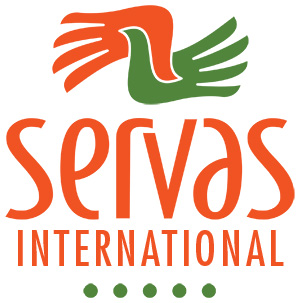
Servas International Logo

Servas International ist eine internationale, regierungsunabhängige Föderation nationaler Servas-Gruppen, die ein System von Gastgebern und Reisenden aufbauen, das den Weltfrieden, gegenseitige Unterstützung und Anerkennung sowie Verständnis füreinander fördern soll, indem es Gelegenheiten für tiefere und persönlichere Kontakte mit Menschen aus anderen Kulturen und mit anderem Erfahrungshintergrund schafft.

## Geschichte
Servas wurde 1949 unter dem Eindruck des Zweiten Weltkriegs und dessen Folgen von Studenten um Bob Luitweiler in Dänemark als „Open Door System of Work, Study and Travel“ gegründet, die sich „Peacebuilders“ nannte. 1952 benannte man die Organisation in Servas um („ni servas“ bedeutet auf Esperanto „wir dienen“), um den Gedanken des Dienstes an einer weltweiten Völkerverständigung zum Ausdruck zu bringen.

## Organisation
Servas International hat als Nichtregierungsorganisation beratenden Status im UN-Wirtschafts- und Sozialrat. Sie berichtet auch auf Facebook und in Newslettern über die internationalen Servas-Tätigkeiten.
Alle Tätigkeiten sind ehrenamtlich. Mitglieder sind Gastgeber oder Reisende oder beides. Wer in das Gastgeberverzeichnis aufgenommen werden will oder mit Servas reisen möchte, muss ein persönliches Aufnahmegespräch mit einer der von Servas beauftragten Kontaktpersonen über die Ziele und das Ethos der Organisation führen. Dies dient zugleich auch der Sicherheit von Reisenden und Gastgebern und unterscheidet damit Servas von auf reiner Online-Registrierung basierenden Reiseportalen.
Die Beiträge der Mitglieder sind in den jeweiligen Ländern verschieden gestaltet und bewegen sich zwischen 0 und umgerechnet 85 US-Dollar im Jahr.
Die Organisation ist in 116 Ländern vertreten. Vor allem wegen der großen sozialen Schwierigkeiten und politischen Barrieren, die Menschen aus den Ländern der sogenannten Dritten Welt vom Reisen abhalten, leben die meisten der über 13.000 Servas-Gastgeber in europäischen Ländern, in Nord- und Lateinamerika sowie in Israel, Indien, Australien und Neuseeland. Sie sind in Landesgruppen organisiert. Im deutschsprachigen Raum hat Servas Deutschland etwa 1.200, Servas Schweiz 220–240, Servas Österreich über 140 Gastgeber. In allen drei Ländern sind die Servas-Mitglieder jeweils als Verein organisiert und verfügen wie die meisten Ländergruppen über eigene Webseiten.
Junge Mitglieder sind in einigen Ländern auch als Servas Youth tätig und veranstalten eigene Treffen. Servas International betreibt auch Projekte zur Förderung des Austauschs junger Mitglieder zwischen den Ländergruppen.
Über individuelles Besuchen und Beherbergen hinaus veranstalten einige Gruppen landesweite und transnationale Treffen zum Kennenlernen und auch zu friedensrelevanten Themen. Auch in der Flüchtlingshilfe sind sowohl einzelne Mitglieder als auch Landesgruppen aktiv.

### Leitung
Es wird in der Regel alle drei Jahre von den Delegierten der Ländergruppen ein neues Executive Committee gewählt. Seit Oktober 2018 besteht das internationale Leitungsteam aus folgenden Personen:
- Präsident – Jonny Sågänger, Schweden
- Vizepräsidentin – Carla Kristensen, Portugal
- Generalsekretärin – Kiat Yun Tan, Malaysia
- Friedenssekretärin – Paige LaCombe, USA
- Schatzmeister – Radha B. Radhakrishna, USA
- Membership & Technology Secretary – Andreas Becker, Schweiz